# Головчак Прото
Головчак Прото (Muschampia proto) — вид денних метеликів родини Головчаки (Hesperiidae).

## Поширення
Вид поширений у Південній Європі, Північній Африці, Південно-Східній Європі, на Кавказі та Південному Уралі. В Україні трапляється у Харківській, Луганській областях та у Криму.

## Опис
Довжина переднього крила 14-17 мм. Крила вкриті волосками. Верхня поверхня крил світло-коричневого забарвлення з світлими плямами. Груди, черевце і основа крил вкриті блакитно-зеленими волосками. Нижня сторона крил яскраво-коричневого забарвлення з жовтуватими плямами.

## Спосіб життя
Метелики літають у кінці липня та серпні. Гусінь живиться рослинами роду Phlomis.

## Етимологія
Вид названо на честь персонажа давньогрецької міфології Прото — морської німфи, дочки Нерея.